# Closania orghidani
Closania orghidani es una especie de escarabajo del género Closania, familia Leiodidae. Fue descrita por Decu en 1959.

## Distribución
Se encuentra en Rumania.